# Eva Rausing
Eva Louise Rausing, född Kemeny den 7 mars 1964 i Hongkong, död 7 maj 2012 i Belgravia i London, var en amerikansk filantrop.

## Biografi
Rausing var dotter till Thomas Kemeny, en chef vid PepsiCo, och dennes hustru Nancy, bägge amerikanska medborgare. Rausing föddes i Hongkong, varefter familjen flyttade till Sydney för att sedan bosätta sig i Rom och därefter i London. Hon gick grundskolan i Garden House school och American School in London, och fortsatte därefter med att studera farmakologi vid Occidental College i utkanten av Los Angeles, samtidigt med Barack Obama. På grund av missbruksproblem med narkotika lades hon 1986 in på ett rehabcenter, där hon träffade sin blivande make Hans Kristian Rausing. De vigdes i oktober 1992 i Svenska kyrkan i London av Sveriges ärkebiskop Bertil Werkström, en vän till familjen. Paret Rausing fick sedermera fyra barn. Efter studier vid Richmond University i London tog Eva Rausing också en universitetsexamen i ekonomi.
Eva Rausing ägnade sig mycket åt välgörenhet, i synnerhet riktad mot att hjälpa drogmissbrukare.
Den 9 juli 2012 hittades hon död i hemmet i Belgravia, London. Enligt Rausings inopererade pacemaker tros hon ha avlidit klockan 07.19 måndagen den 7 maj 2012. Hennes make Hans Kristian Rausing var oförmögen att hantera detta på ett rationellt sätt och lät sin hustrus kropp ligga kvar i rummet under sängkläder och plast. Kroppen upptäcktes först två månader senare, den 9 juli, då polis av andra orsaker följde med Hans Kristian Rausing hem till hans lägenhet.